# 德谟克利特
德谟克利特（希臘語：Δημόκριτος，羅馬化：Dēmókritos，前460年—前370年或前356年）來自古希臘愛琴海北部海岸的自然派哲學家。德謨克利特是經驗的自然科學家和第一個百科全書式的學者。古代唯物思想的重要代表。他是“原子論”的創始者，并由原子論入手，进一步建立了認識論。德謨克利特認為世间万物都是由原子所組成的，整個世界的本質只是原子和虛空。原子不可分割，並不完全一樣。在自然界中，每一件事的發生都有一個自然的原因，這個原因原本即存在於事物本身。此外他在哲學、邏輯學、物理、數學、天文、動植物、醫學、心理學、倫理學、教育學、修辭學、軍事、藝術等方面都有所建樹，可惜大多數著作都散失了。至今只能看到若干殘篇斷簡，這對理解德謨克利特的思想造成了一定的困難。
德謨克利特的自然科學雖然也有類似實驗解剖這樣的科學結論，但是他在哲學上的大部分見解都與經驗直接相關。他的原子論是受著水氣蒸發以及香味傳遞等感性直觀而依賴哲學思維推測出來的，通過感官的參與，即經驗，直接推測了原子論的可能，並由原子論進一步影響認識論等。說他是自然科學家，主要是緣於他對於自然科學起到的奠基作用。但是在哲學領域，他是個徹頭徹尾的經驗論者，在那個年代的哲學家之中鮮有嚴謹依賴科學思維進行哲學結論的人，這是时代的局限性所导致的必然。

## 生平
德谟克利特所生活的时代，主要是公元前440年后，即希波战争结束后希腊奴隶制社会最为兴旺、科学学术活动欣欣向荣的伯里克利时代。
他早年一度经商，但由于他童年的教育，使他淡薄名利和学位，他的教师是有学问的波斯术士与加勒底的星相家。
为了追求真理，追求智慧，他决定外出游学。他和他的两兄弟划分了祖上的家产，各拿一份。德谟克利特分到了最少的那分，100塔仑特现金。他拿着这笔钱，漫游了希腊各地，度过地中海，到达了埃及，到达红海，到达巴比伦平原，往南一直到达埃塞俄比亚，往东到达印度，还在波斯结识了众多星相家。
他无所不学、无所不问。在德谟克利特之前，亦即前蘇格拉底時代，哲学和美学大都建立在研究大自然上。而他，却转向社会、转向人。在第欧根尼·拉尔修的记载中，他通晓哲学的每一个分支，对物理学、伦理学、数学、教育学等等，也无所不知。同时，还是一个出色的音乐家、画家、雕塑家和诗人。
然而，当德谟克利特回到阿布德拉之后，却遭到了一场审判。在这个大商业城市，有一条不允许挥霍祖上财产的法律。这样的人死后，不得在本土上接受丧礼。
此时的德谟克利特游历各国，已经耗尽了祖上的财产，回到家乡，只有靠兄弟之一的达马修供养度日。于是，他便被控“挥霍财产罪”。在法庭上，他为自己做了辩护：
|  | 在我同辈的人当中，我漫游了地球的绝大部分，我探索了最遥远的东西；在我同辈的人当中，我看见了最多的土地和国家，我听见了最多的有学问的人的演讲；在我同辈的人当中，勾画几何图形并加以证明，没有人能超得过我，就是埃及所为丈量土地的人也未必能超得过我…… |

并且，他在庭上当众阅读了他的名著——《大宇宙》。他的学识和他的雄辩取得了完全的胜利，征服了阿布德拉。法庭不但判他无罪，并决定以5倍于他“挥霍”掉财产的数字——500塔仑特的报酬，奖赏他的这一部著作。与此同时，并把他当成城市的伟人，在世就给他建立了铜像。
在他死后，以整个国家的名义为他举办了盛大的葬礼。在生前，他被称为笑的哲学家。他平等待人、处世开朗。

### 哲学思想
德谟克利特認為万物的本源是原子与虚空。原子是一种最后的不可分的物质微粒。宇宙的一切事物都是由在虚空中运动着的原子构成。所为事物的产生就是原子的结合。原子处在永恒的运动之中，即运动为原子本身所固有。虚空是绝对的空无，是源于运动的场所。原子叫做存在，虚空叫做非存在，但非存在不等于不存在，只是相对于有充实的原子而言，虚空是没有充实性的。所以非存在与存在都是实在的。世界是由原子在虚空的漩涡运动中产生的。宇宙中有无数个世界在不断的生成与灭亡。人所存在的世界，无非是其中正在变化的一个。所以他声称：人是一个小宇宙（小世界）。

### 倫理學與政治思想
我們對於了解德谟克利特在倫理學與政治思想上的看法主要以他的格言為主。他說「平等無論在何處都是高貴的」，但這概念中並未包含女人與奴隸。在民主制度下受窮也比在暴君下富有來得好，同樣的原因下也認為自由高於奴役。「執政者應該周濟窮苦並協助他們與施恩，這樣便有憐憫也沒有撕裂，對於國民的友誼，互保與團結，以及其他好的事物多到沒辦法分類」。

## 作品
- 《大宇宙》
- 《小宇宙》
- 《论荷马》
- 《节奏与和谐》
- 《论音乐》
- 《论诗的美》
- 《论绘画》